# گویکو شوشاک
گویکو شوشاک (انگلیسی: Gojko Šušak؛ ۱۶ مارس ۱۹۴۵ – ۳ مهٔ ۱۹۹۸) یک سیاست‌مدار و نظامی اهل کرواسی بود.